# Jean Bodel
Jean Bodel ou Jehan Bodel, né vers 1165 et mort en 1210, est un trouvère et ménestrel picard, qui a vécu vers la fin du XIIe siècle à Arras.
Ce poète polygraphe s'est illustré dans la chanson de geste et le fabliau en ancien français. Il est également l'auteur de pastourelles , d'une pièce de théâtre, et l'inventeur de la forme du congé.

## Biographie
Bodel est l'auteur de la Chanson des Saisnes (la Chanson des Saxons) relatant la guerre du roi Charlemagne contre les Saxons et leur chef Widukind (que Bodel appelle Guiteclin). Dans le prologue, Jean Bodel est la première personne connue pour avoir classé les thèmes légendaires et les cycles littéraires connus par la littérature médiévale dans la matière de Rome (contes de l'antiquité classique), la matière de Bretagne (concernant le roi Arthur), et la matière de France (concernant Charlemagne et ses paladins).
Il a également écrit le Jeu de saint Nicolas (qui raconte la façon dont Saint Nicolas força des voleurs à restituer un trésor volé) ainsi que des fabliaux comme Brunain la vache au prêtre.
En 1202, il contracte la lèpre et entre dans une léproserie où il finit ses jours. Dans ses Congés, le poète lépreux fait ses adieux à sa ville natale et à ses amis. Le poème n'est donc plus seulement sur la mort, mais sur sa mort. Texte fondateur qui, avec les Vers de la mort d'Hélinand de Froidmont, ouvre la voie à une poésie personnelle, celle du dit, dont Rutebeuf sera un célèbre représentant. Plusieurs auteurs arrageois reprendront la forme du congé à sa suite.

## Œuvres
- Brunain la vache du prêtre (fabliaux), XIIIe siècle
- La Chanson des Saisnes fut éditée par Fr. Michel, 2 volumes in-8, 1839 et le drame (Vie de Saint-Nicolas) fut édité par le même éditeur dans le Théâtre français au Moyen Âge.
- Jean Bodel, La Chanson des Saisnes, édition critique d’Annette Brasseur, Genève, Droz, 1989 (Collection « Textes littéraires français »).
- Jean Bodel, "Les Congés", in Les Congés d'Arras (Jean Bodel, Baude Fastoul, Adam de la Halle), édition critique de Pierre Ruelle, Bruxelles, Presses universitaires de Bruxelles et Presses universitaires de France, 1965.
- Jean Bodel, Fabliaux, édition critique de Pierre Nardin, Paris, Librairie A.-G. Nizet, 1965.
- Jean Bodel, Le Jeu de saint Nicolas, présentation et traduction de Jean Dufournet, Paris, Flammarion, 2005 (Collection « GF Flammarion » n° 1205).
- Jean Bodel, « Les Pastourelles de Jehan Bodel », édition critique et traduction d’Annette Brasseur, in Arras au Moyen Âge : histoire et littérature, édité par Jean-Pierre Martin, Marie- Madeleine Castellani, Artois Presses Université, 2004.